# Giulia Schiff
Giulia Jasmine Schiff (Mira, província de Venècia, 2 de gener de 1999) és una pilot i exmilitar italiana. Es va fer famosa internacionalment al març del 2022 ja que es va allistar quan només tenia 23 anys com a voluntària amb les forces ucraïneses en el marc de la invasió russa d'Ucraïna del 2022. Anteriorment però, el 2018, havia generat cert ressò mediàtic a la premsa italiana arran de la seva denúncia de l'assetjament per part del sus companys, fet que va conduir a la seva expulsió ulterior de les forces aèries d'Itàlia.
Va ser la primera dona defensora de la legió estrangera d'Intelligència de Ucraïna.